# Franzosenzeit

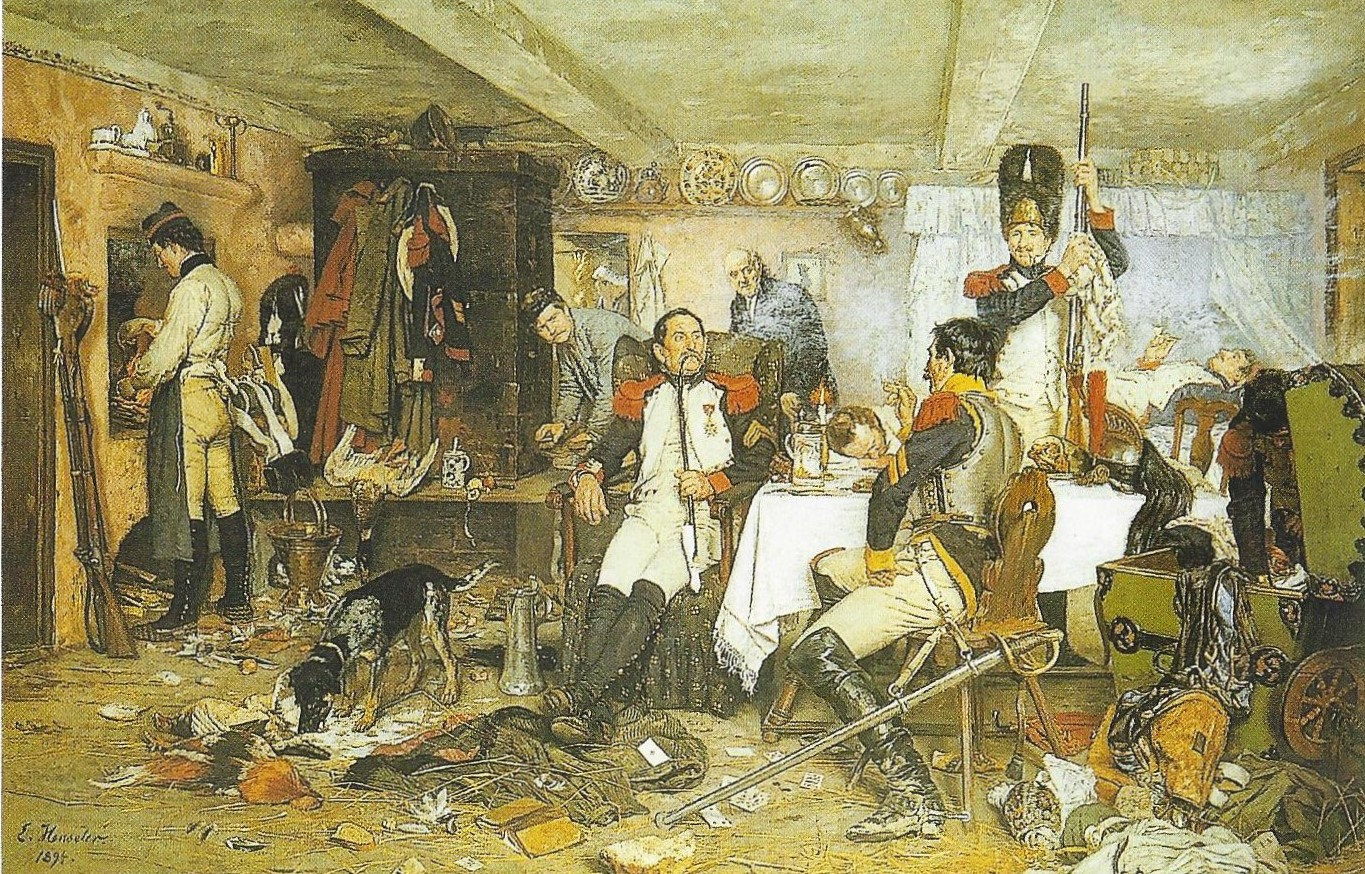
Ernst Henseler: Aus der Franzosenzeit (1894)

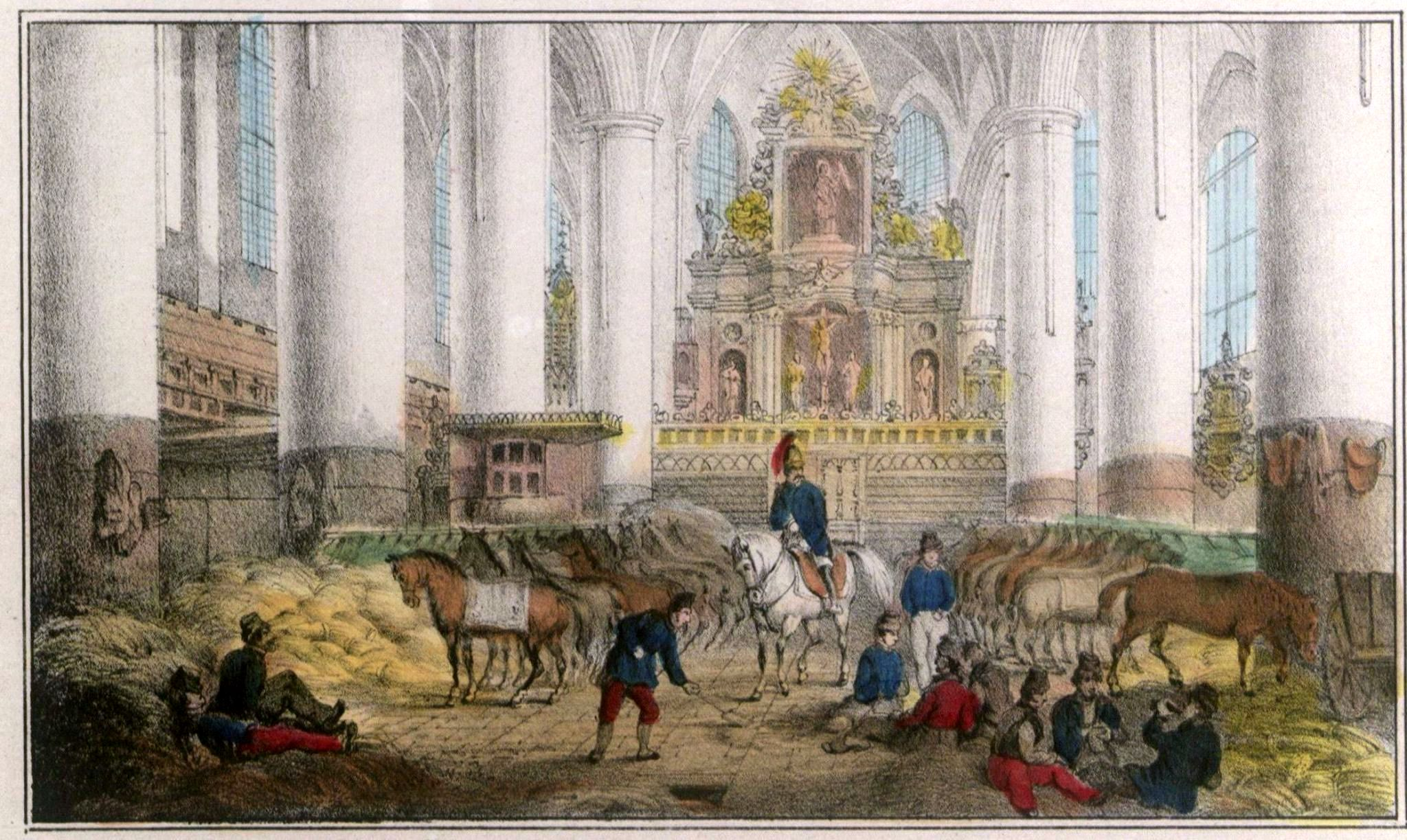
Hauptkirche Sankt Petri in Hamburg, während der Franzosenzeit genutzt als Pferdestall

Als Franzosenzeit wurde – vor allem in der deutschsprachigen Literatur des 19. Jahrhunderts – die Epoche der französischen Herrschaft über große Teile Europas zwischen 1792 und 1815 (Napoleonische Kriege) bezeichnet. Sie wurde oft mit der Regierungszeit Napoleon Bonapartes gleichgesetzt (daher auch als napoleonische Zeit bezeichnet) und meinte insbesondere die Zeit der französischen Besatzung großer Teile des damaligen Deutschland, ihrer direkten Zugehörigkeit zum französischen Kaiserreich oder zu napoleonischen Vasallenstaaten, wie dem Königreich Westphalen. Die Franzosenzeit endete mit Napoleons militärischer Niederlage in der Schlacht bei Waterloo 1815.
Die Zeit galt wegen der dadurch verursachten antifranzösischen Ressentiments als Inkubationszeit einer deutschen nationalen Identitätsbildung in Abgrenzung zum so genannten Erbfeind. Im Zuge der Aussöhnung zwischen Deutschland und Frankreich nach dem Zweiten Weltkrieg hat der Begriff an politischer Relevanz verloren. Er wird vor allem in lokalgeschichtlichen Zusammenhängen weiter verwendet. Historiker haben wertfreiere Bezeichnungen, wie Sattelzeit oder Rheinbundzeit, erwogen, die die langfristigen zivilen Wirkungen der napoleonischen Besatzung einschließen sollten.

## Begriffsgeschichte
Der Begriff entstand nach dem Ende der französischen Besatzung deutscher Staaten 1815; er wurde für den niederdeutschen Sprachraum durch Fritz Reuters populäres Werk Ut de Franzosentid (1860) geprägt. Teils pejorativ verwendet, war er lange Bestandteil der antifranzösisch ausgerichteten, borussischen Geschichtsschreibung und deren Darstellung der kleindeutschen Nationsbildung.
Nach dem Ende des Zweiten Weltkriegs entstanden zwischen Deutschland und Frankreich freundschaftliche Beziehungen; der Begriff wurde zur Zeit der Bonner Republik gemieden und für die französische Besatzung des deutschen Südwestens von 1945 bis 1955 nur selten benutzt. Auch hat er nichts mit der Franzosenzeit im besetzten Nachkriegsösterreich zu tun.
Im Niederländischen wird die französische Herrschaft in Belgien und den Niederlanden als Franse tijd bezeichnet. In Luxemburg spricht man von der Fransousenzäit, auch in romanischsprachigen Gebieten außerhalb Frankreichs gibt es ähnliche Begriffsbildungen.

## Französische Herrschaft in den deutschen Staaten
Im linksrheinischen Teil Deutschlands begann die Franzosenzeit bereits mit der Besetzung durch französische Truppen im Jahre 1794 in Folge des Ersten Koalitionskrieges, rechts des Rheins dauerte die Epoche etwa von 1804 bis 1815. Häufig werden als Zeitpunkte für die Periodisierung die Auflösung des Heiligen Römischen Reiches 1806 und die Völkerschlacht bei Leipzig 1813 angegeben.

### Territoriale Veränderungen

Französische Départements 1812

Die französische militärische Expansion nach der Revolution sorgte in Deutschland für eine territoriale Neugestaltung und war geprägt von Gebietsabtretungen und Abhängigkeitsverhältnissen deutscher Staaten zu Frankreich. Nach der Niederlage des Heiligen Römischen Reiches Deutscher Nation und Österreichs im Zweiten Koalitionskrieg annektierte Frankreich im Frieden von Lunéville die linksrheinischen Gebiete des Reiches. Durch den Reichsdeputationshauptschluss 1803 wurden die betroffenen Fürstentümer teilweise um ein Vielfaches für die erlittenen Gebietsverluste entschädigt (Säkularisation und Mediatisierung): So erhielt Baden beispielsweise mehr als das Siebenfache seiner verlorenen Gebiete. Insgesamt wurde der Partikularismus in Deutschland deutlich abgebaut. Trotz dieser vielen Fortschritte wuchs die Kritik an Napoleon stetig, da seine Herrschaft auch zugleich mehr Kriege für die „Deutschen Lande“ bedeutete, wie zum Beispiel den Russlandfeldzug 1812.
Ab 1806 kontrollierte Napoleon die deutschen Fürsten im Rheinbund und errichtete für seinen Schwager Joachim Murat das Großherzogtum Berg sowie für seinen Bruder Jérôme Bonaparte das Königreich Westphalen. Durch den Austritt der Rheinbundstaaten aus dem Reich (1. August 1806) und zuletzt durch ein französisches Ultimatum sah sich Kaiser Franz II. gezwungen, am 6. August 1806 die Auflösung des Heiligen Römischen Reichs Deutscher Nation bekanntzugeben. Nach der Niederlage Preußens im Vierten Koalitionskrieg musste dieses im Frieden von Tilsit 1807 fast die Hälfte seines Staatsgebietes abgeben. Um die Kontinentalsperre gegen England durchzusetzen, annektierte Napoleon 1811 die deutsche Nordseeküste bis zur Elbe und teilte das Hinterland in vier Hanseatische Departements ein.
Die territorialen Veränderungen in den deutschen Staaten blieben auch noch nach dem Niedergang Napoleons mit den Beschlüssen des Wiener Kongresses zu großen Teilen erhalten. Mit dem Rückzug Franz’ II. in seine österreichischen Erblande wurden außerdem Preußen und Österreich politisch getrennt, was ein Ausgangspunkt der späteren Loslösung Österreichs von der Bildung eines Nationalstaats (Deutsche Frage, Deutscher Dualismus) war.

### Defensive Modernisierung
Auf die im Frieden von Tilsit festgelegten Kontributionen reagierte Preußen mit inneren Reformen: Ab 1807 begannen preußische Staatsmänner wie der Freiherr vom Stein und später Karl August von Hardenberg mit der Ausarbeitung von Reformen zur Neuordnung des Finanzwesens, des Militärs, der Bildungsanstalten und Veränderungen im sozialen Status der Untertanen auf staatlichen Domänen (Oktoberedikt 1807). In den neuen Rheinbundstaaten und den französischen Modellstaaten Westphalen und Berg kam es ebenfalls zu Reformen. Zum einen drängte die große Finanznot der Länder und die für Napoleon zu stellenden Truppen zur inneren Erneuerung von Verwaltung und Rechtsprechung des Ancien Régime. Zum anderen standen die Fürsten vor der Aufgabe, ihre heterogenen Gebietszugewinne unter einer zentralen Verwaltung zu vereinheitlichen. In den neuen französisch regierten Ländern wurde der Code Napoléon unmodifiziert eingeführt. In diesem bürgerlichen Rechtscodex verarbeitete Napoleon Ideale der Französischen Revolution. Durch überregionale Publikationsorgane fand der Code Napoléon auch in nicht französischen Gebieten Eingang in den Diskurs von Staatsrechtlern und Patrioten, die ebenfalls über die Einführung in den neuen Mittelstaaten nachdachten. Den Prozess der Staatsumbildung, um den finanziellen und militärischen Anforderungen der Zeit zu genügen, und die damit einhergehenden Gesellschaftsreformen, die durch Napoleons Einfluss angestoßen wurden, bezeichnete der Historiker Hans-Ulrich Wehler als „defensive Modernisierung“.

### Frühes deutsches Nationalbewusstsein in den Befreiungskriegen
Schon vor dem Beginn der Befreiungskriege kam es zu Aufständen in französisch besetzten Gebieten bzw. den neuen Mittelstaaten, wie dem Tiroler Aufstand, die jedoch regional begrenzt blieben und keinen „nationalen“ Charakter erhielten.
Nach der Niederlage der Grande Armée Napoleons im Russlandfeldzug von 1812 schloss der kommandierende General des preußischen Hilfskorps der Grande Armée, Ludwig Yorck von Wartenburg, am 30. Dezember 1812 in der Konvention von Tauroggen einen Waffenstillstand mit den russischen Truppen. Dies war der entscheidende Impuls zum Ausbruch der Freiheitskriege der folgenden Jahre.
Die „Franzosenzeit“ trug auf lange Sicht zum Entstehen des Einheitsgedankens und des Nationalbewusstseins in den deutschen Staaten bei. Die vielen Regionen mit ihren verschiedenen Dialekten fanden sich im Kampf gegen die Besetzung in einer gemeinsamen antifranzösischen Definition von „deutsch“ oder „Freiheit“ wieder. In den Befreiungskriegen wurde die Wehrpflicht nach dem Vorbild der levée en masse von General Gerhard von Scharnhorst im Rahmen der explizit gegen die französische Besetzung formulierten preußischen Heeresreform auch in Preußen eingeführt. Auf dem Wartburgfest im Jahre 1817 formierte sich die Bewegung vieler seit 1813 neu gegründeter studentischen Burschenschaften und Studentenverbindungen. Die Farben Schwarz-Rot-Gold nach dem Vorbild der Uniformen des Lützower Freikorps wurden zum Symbol dieser Bewegung.
Zu den politisch motivierten Volksliedern, die in dieser Zeit entstanden, gehören Das Fluchtlied und das Andreas-Hofer-Lied.

## Regionen
Die französische Herrschaft umfasste direkt oder indirekt u a. folgende Gebiete:
- Preußen
- Rheinbund
- Linkes Rheinufer
- Kurfürstentum Hannover
- Braunschweiger Franzosenzeit
- Hamburger Franzosenzeit
- Lübecker Franzosenzeit
- Hanseatische Departements
- Bremer Franzosenzeit
- Oldenburgische Franzosenzeit
- Ostfriesland und Jeverland
- Königreich Westphalen
- Großherzogtum Berg
- Königreich Holland
- Département Carinthie im westlichen Kärnten (Villach)
- Helvetische Republik
- Gebiete der franko-preußischen Verträge von 1807 (Republik Danzig, weitere Gebiete und Einflusssphären)